# اندیس قلعه بیابان
قلعه بیابان یک اندیس مصالح ساختمانی است که در حوالی شهر داراب استان فارس قرار دارد و مادهٔ معدنی موجود در آن، گچ است.سنگ میزبان این اندیس ماسه سنگ و سنگ آهک است  